# Manglehorn
Manglehorn es una película dramática estadounidense de 2014 dirigida por David Gordon Green, escrita por Paul Logan y protagonizada por Al Pacino, Holly Hunter, Harmony Korine y Chris Messina. Compitió por el León de Oro en el Festival Internacional de Cine de Venecia de 2014 y se estrenó en los cines el 19 de junio de 2015 a través de IFC Films.

## Argumento
A.J. Manglehorn es un solitario cerrajero de Texas que dedica sus días a cuidar de su gata, al trabajo y a lamentarse sobre un amor perdido hace mucho tiempo. El interés en el excéntrico Manglehorn de una cajera del banco, Dawn, podría sacarlo de su caparazón.

## Reparto
- Al Pacino - A.J. Manglehorn
- Holly Hunter - Dawn
- Harmony Korine - Gary
- Chris Messina - Jacob Manglehorn
- Skylar Gasper - Kylie
- Jazzmin Delgado - Jasmine

## Producción
La filmación comenzó el 4 de noviembre de 2013 en Austin, Texas, y se llevó a cabo durante veinticinco días en diferentes locaciones de la ciudad. La banda Explosions in the Sky y David Wingo compusieron la música original.
Al ver el resultado final de la película, Pacino le envió «alrededor de cien correos electrónicos» al director David Gordon Green con respecto al final de la historia por considerar que era «completamente diferente» al final original. A pesar de la insistencia del actor, Gordon Green no cambió de parecer.

## Estreno
El filme se estrenó en el Festival Internacional de Cine de Venecia de 2014. También se proyectó en el Festival Internacional de Cine de Toronto del mismo año. Llegó a los cines el 19 de junio de 2015, distribuido por IFC Films.

## Recepción
Manglehorn recibió críticas mixtas. En Rotten Tomatoes, la película tiene una calificación del 50 %, basada en 84 críticas, con una calificación de 5.4/10. El consenso dice: «Manglehorn cuenta con una actuación agradablemente discreta de Al Pacino, pero eso no es suficiente para compensar una historia ligera y un guion irregular». En Metacritic, la película tiene una puntuación de 56 sobre 100, basada en reseñas de 26 críticos, lo que indica «críticas mixtas o promedio».